# Henri-Joseph Cazin
Henri-Joseph Cazin, francoski general, * 1879, † 1971.